# Ginnastica Triestina
Le Ginnastica Triestina, est un club italien de basket-ball fondé en 1930 appartenant autrefois à l'élite du championnat italien. Le club, basé dans la ville de Trieste, est aujourd'hui en serie C1 et évolue, depuis 1975 sous le nom de Pallacanestro Trieste.
La section féminine a aussi connu la gloire de l'élite.

## Palmarès
- Champion d'Italie : (5) 1930, 1932, 1934, 1940, 1941